# Vallarnas friluftsteater
Vallarnas friluftsteater är en scen i parken Vallarna i Falkenberg. Den skapades för komikerparet Stefan & Krister och har sedan startåret 1996 spelat farser/folklustspel nästan varje sommar. De flesta uppsättningarna har haft manus (bearbetning) och regi av Krister Claesson.

## Historik
Tidigare hade komikerparet gett sig ut på sommarturnér runt om i Sverige. Deras managementbolag 2Entertain ville skapa en mer fast scen för dem där man kunde spela deras lustspel. Producenten Bosse Andersson på 2Entertain hittade en dag 1995 en lämplig plats i Falkenberg att bygga scenen på. Falkenbergs kommun och andra intressenter stöttade projektet, och sommaren efter (23 juni 1996) spelades den första sommarfarsen på en provisorisk scen.
Sedan 1996 har olika farser spelats nästan varje sommar. 2006 röstades farsen Bröllop och jäkelskap från 2002 fram som den bästa som gått på Vallarna. 2011 hade 800 000 personer besökt sommarfarserna på teatern.

## Föreställningar
| År   | Föreställning                                                  | Baserad på                                           | Manusbearbetning                                     | Manus                                                | Regi                                                 | Noter |
| ---- | -------------------------------------------------------------- | ---------------------------------------------------- | ---------------------------------------------------- | ---------------------------------------------------- | ---------------------------------------------------- | --- |
| 1996 | Hemlighuset                                                    | Spell-ôlja                                           | Krister Claesson                                     | Curt Petersson                                       | Krister Claesson                                     | Premiär 29 juni Krister Claesson, Stefan Gerhardsson, Annika Andersson, Jojje Jönsson, Siw Carlsson, Tina Leijonberg                                                                     |
| 1997 | Hemvärn & påssjuka                                             |                                                      | Anders Albien                                        | Nils Bie Persson                                     | Anders Albien                                        | Premiär 29 juni 1997 Krister Claesson, Stefan Gerhardsson, Siw Carlsson, Tina Leijonberg, Annika Andersson, Jojje Jönsson, Jan Holmquist, Tommy Juth, Gösta Jansson                      |
| 1998 | Där fick du!                                                   |                                                      |                                                      | Krister Claesson                                     | Krister Claesson                                     | Premiär 28 juni 1998 Krister Claesson, Stefan Gerhardsson, Annika Andersson, Siw Carlsson, Jojje Jönsson, Gösta Janson, Emil Larsson                                                     |
| 1999 | Bröstsim & gubbsjuka                                           | Der kühne Schwimmer                                  | Åke Cato                                             | Franz Arnold och Ernst Bach                          | Örjan Herlitz                                        | Premiär 3 juli 1999 Krister Claesson, Stefan Gerhardsson, Mi Ridell, Siw Carlsson, Annika Andersson, Jojje Jönsson, Lena B. Nilsson, Anna Carlsson, Fredrik Willstrand, Mikael Grahn     |
| 2000 | Rena rama Rolf – En plats i solen                              | Rena rama Rolf (TV-serie)                            |                                                      | Wilhelm Behrman och Gustaf Skördeman                 | Krister Claesson                                     | Premiär 1 juli 2000 Lasse Brandeby, Jojje Jönsson, Mi Ridell, Carina Boberg, Gösta Janson, Jan Holmquist, Cinna Bromander, Maria Ljunggren                                               |
| 2001 | Snålvatten och jäkelskap                                       |                                                      |                                                      | Krister Claesson                                     | Krister Claesson                                     | Premiär 1 juli Stefan Gerhardsson, Mats Ljung, Siw Carlsson, Jojje Jönsson, Gösta Janson, Jeanette Capocci, Mikael Riesebeck Scenografi Marianne och Peter Dillberg, Kostym Ingvor Ljung |
| 2002 | Bröllop och jäkelskap                                          |                                                      |                                                      | Krister Claesson                                     | Krister Claesson                                     | Premiär 30 juni 2002 Stefan Gerhardsson, Siw Carlsson, Jojje Jönsson, Annika Andersson, Mikael Riesebeck, Gösta Jansson, Jeanette Capocci, Håkan Klamas                                  |
| 2003 | Barnaskrik och jäkelskap                                       |                                                      |                                                      | Krister Claesson och Gustaf Skördeman                | Krister Claesson                                     | Premiär 29 juni Annika Andersson, Jojje Jönsson, stefan Gerhardsson, Mikael Riesebeck, Eva-Lotta Bernström, Håkan Klamas, Jill Ung                                                       |
| 2004 | Två bröder emellan                                             |                                                      |                                                      | Krister Claesson                                     | Krister Claesson                                     | Premiär 4 juli Stefan Gerhardsson, Lars Väringer, Jojje Jönsson, Sven Melander, Jill Ung                                                                                                 |
| 2005 | Två ägg i högklackat                                           |                                                      |                                                      | Krister Claesson                                     | Krister Claesson                                     | Premiär 3 juli Stefan Gerhardsson, Jeanette Capocci, Per Andersson, Lars Väringer, Jojje Jönsson                                                                                         |
| 2006 | Brännvin och fågelholkar – Söderkåkar reser västerut!          | Söderkåkar                                           | Anders Albien                                        | Gideon Wahlberg                                      | Anders Albien                                        | Premiär 2 juli Annika Andersson, Siw Carlsson, Gösta Janson, Mikael Riesebeck, Stefan Gerhardsson, Jeanette Capocci, Jojje Jönsson, Claes Malmberg, Ulf Dohlsten, Maria Mälson-Nystedt   |
| 2007 | Hemsöborna – Väldigt fritt efter August Strindberg!            | Hemsöborna                                           |                                                      | Wilhelm Behrman och Gustaf Skördeman                 | Krister Claesson Lars Claesson                       | Jojje Jönsson, Siw Carlsson, Claes Månsson, Gösta Janson, Thomas Hedengran, Kent Vickell, Jenny Antoni, Martin Östh, Elin Gradin                                                         |
| 2008 | Solsting och snésprång                                         | Rena rama Rolf – En plats i solen                    |                                                      |                                                      | Ulf Dohlsten                                         | Stefan Gerhardsson, Mikael Riesebeck, Jojje Jönsson, Jeanette Capocci, Jan Holmquist, Ing-Marie Carlsson, Anna Carlsson                                                                  |
| 2009 | Virus i bataljonen                                             |                                                      |                                                      | Lars Classon Per Andersson                           | Ulf Dohlsten                                         | Thomas Hedengran, Claes Månsson, Jojje Jönsson, Siw Carlsson, Charlott Strandberg, Mikael Riesebeck, Kent Vickell, Pär Nymark                                                            |
| 2010 | En mor till salu                                               |                                                      |                                                      | Lars Classon Per Andersson                           | Ulf Dohlsten                                         | Anna Carlsson, Siw Carlsson, Stefan Gerhardsson, Jojje Jönsson, Jeanette Capocci, Thomas Hedengran, Mikael Riesebeck, Hans-Peter Edh                                                     |
| 2011 | Pang på pensionatet                                            |                                                      |                                                      | Krister Classon                                      | Krister Classon                                      | Siw Carlsson, Stefan Gerhardsson, Jojje Jönsson, Mikael Riesebeck, Annika Andersson, Ewa Roos, Maria Mälson Nystedt, Thomas Nystedt                                                      |
| 2012 | Campa i klaveret                                               |                                                      |                                                      | Lars Classon, Per Andersson och Håkan Klamas         | Lars Classon                                         | Jeanette Capocci, Pär Nymark, Sanna Ekman, Jojje Jönsson, Siw Carlsson, Stefan Gerhardsson, Thomas Hedengran                                                                             |
| 2013 | Livat i parken                                                 |                                                      |                                                      | Lars Classon och Torbjörn Karlsson                   | Lars Classon                                         | Jeanette Capocci, Pär Nymark, Sanna Ekman, Jojje Jönsson, Siw Carlsson, Stefan Gerhardsson, Thomas Hedengran                                                                             |
| 2014 | Brännvin i kikar'n                                             |                                                      |                                                      | Lars Classon och Jojje Jönsson                       | Lars Classon                                         | |
| 2015 | Bröllop i kikar'n                                              |                                                      |                                                      | Lars Classon och Jojje Jönsson                       | Ulf Dohlsten                                         | |
| 2016 | Jäkelskap i kikar'n                                            |                                                      |                                                      | Lars Classon och Jojje Jönsson                       | Ulf Dohlsten                                         | |
| 2017 | Soldat Fabian Bom                                              | Soldat Bom                                           |                                                      | Lars Classon och Jojje Jönsson                       | Ulf Dohlsten                                         | Jojje Jönsson, Siw Carlsson, Annika Andersson, Mikael Riesebeck, Mia Poppe, Sara Axelsson, Mikael Ahlberg, Kent Vickell, Niclas Strand, Ola Hedén                                        |
| 2018 | Pilsner & penseldrag – Gänget i 57:an reser västerut!          | Grabbarna i 57:an                                    | Lars Classon och Jojje Jönsson                       | Gideon Wahlberg                                      | Ulf Dohlsten                                         | Claes Månsson, Jojje Jönsson, Siw Carlsson, Mikael Riesebeck, Ing-Marie Carlsson, Anna Carlsson, Per Holmberg, Lars Väringer, Karin Bergquist, Ola Hedén                                 |
| 2019 | Stulen kärlek                                                  |                                                      |                                                      | Krister Classon                                      | Pär Nymark                                           | Mikael Ahlberg, Anna Carlsson, Mikael Riesebeck, Jojje Jönsson, Stefan Gerhardsson, Siw Carlsson                                                                                         |
| 2020 | Inställt på grund av Coronavirusutbrottet 2019–2021.           | Inställt på grund av Coronavirusutbrottet 2019–2021. | Inställt på grund av Coronavirusutbrottet 2019–2021. | Inställt på grund av Coronavirusutbrottet 2019–2021. | Inställt på grund av Coronavirusutbrottet 2019–2021. | |
| 2021 | Sommarbuskis (2021)                                            | Sommarbuskis                                         | Pär Nymark och Annika Andersson                      |                                                      | Pär Nymark                                           | Stefan Gerhardsson, Siw Carlsson, Annika Andersson, Jojje Jönsson, Mikael Riesebeck |
| 2022 | Alla tiders Åsa-Nisse                                          | Åsa-Nisse                                            | Pär Nymark och Annika Andersson                      |                                                      | Pär Nymark                                           | Jojje Jönsson, Annika Andersson, Stefan Gerhardsson, Mikael Riesebeck |
| 2023 | Skrot, hopp och kärlek – En galet rolig rockabilly-buskis      |                                                      |                                                      | Pär Nymark och Mikael "Micke" Riesebeck              | Pär Nymark                                           | Mikael Riesebeck, Annika Andersson, Jeanette Capocci, Claes Månsson, Bertram Heribertson , Jojje Jönsson, Karin Bergquist, Linnéa Lexfors, Mathias Sundén                                |
| 2024 | Korvfabrikören – En riktig pangbuskis som inte spar på krutet! |                                                      |                                                      | Håkan Klamas och Niklas Holtne                       | Niklas Holtne                                        | Claes Malmberg, Jessica Heribertsson, Jojje Jönsson, Jeanette Capocci, Mikael Riesebeck, Linnea Lexfors, Jennie Rosengren, Pär Nymark, Alexander Korenado                                |
| 2025 | Kalabalik i Fabriken                                           |                                                      |                                                      | Håkan Klamas och Niklas Holtne                       | Niklas Holtne                                        | Premiär 29 juni 2025 Annika Andersson, Mikael Riesebeck, Jojje Jönsson, Jeanette Capocci, Peter Gröning, Jennie Rosengren, Linnéa Lexfors, Pär Nymark                                    |

## Skådespelare (en eller flera föreställningar)
- Stefan Gerhardsson
- Krister Claesson
- Siw Carlsson
- Jojje Jönsson
- Annika Andersson
- Gösta Janson
- Anna Carlsson
- Mikael Riesebeck
- Jeanette Capocci
- Mi Ridell
- Håkan Klamas
- Tina Leijonberg
- Kent Vickell
- Jill Ung
- Lars Väringer
- Claes Månsson
- Per Andersson
- Ulf Dohlsten
- Jan Holmquist
- Claes Malmberg
- Ing-Marie Carlsson
- Per Holmberg
- Sven Melander
- Lamine Dieng
- Lasse Brandeby
- Ewa Roos
- Mikael Ahlberg
- Bertram Heribertson
- Robin Stegmar